# Renier Giltea
Renier Giltea est un prêtre catholique liégeois du XVIe siècle, mort le 25 mars 1601. Son père, Gilles Giltea ou Giltay (mort en 1570), était originaire de Fontaine et sa mère, Odile Fabry, de Bierset.

## Biographie
Renier Giltea est élu le 3 novembre 1563 membre du Chapitre de Saint-Materne. Il soutient activement la fondation du collège des Jésuites en Isle de Liège.
Il meurt le 25 mars 1601. Il est inhumé au couvent Sainte-Claire, dans la seconde cour du Palais, où sa pierre tombale porte l'effigie de ses parents,.